# Campionati europei di nuoto in vasca corta 2010 - 400 metri stile libero femminili
Le qualifiche per la finale si sono svolte la mattina del 27 novembre 2010, mentre la finale si è svolta la sera dello stesso giorno.

## Medaglie
| Posizione | Atleta               | Paese    |
| --------- | -------------------- | -------- |
| Oro       | Ágnes Mutina         | Ungheria |
| Argento   | Melanie Costa Schmid | Spagna   |
| Bronzo    | Grainne Murphy       | Irlanda  |

## Record
Prima della manifestazione il record del mondo (RM), il record europeo (EU) e il record dei campionati (RC) erano i seguenti.
| Record mondiale       | 3:54.92 | Joanne Jackson Regno Unito | 8 agosto 2009 Leeds, Regno Unito    |
| Record europeo        | 3:54.92 | Joanne Jackson Regno Unito | 8 agosto 2009 Leeds, Regno Unito    |
| Record dei campionati | 3:56.09 | Laure Manaudou Francia     | 9 dicembre 2006 Helsinki, Finlandia |

Durante la competizione non sono stati migliorati record.

## Risultati batterie
| Pos. | Atleta                  | Nazionalità   | Tempo       | Batteria    | Corsia      | Note        |
| ---- | ----------------------- | ------------- | ----------- | ----------- | ----------- | ----------- |
| 1    | Melanie Costa Schmid    | Spagna        | 4:05.71     | 4           | 4           |             |
| 2    | Boglárka Kapás          | Ungheria      | 4:06.45     | 2           | 6           |             |
| 3    | Melanie Nocher          | Irlanda       | 4:06.54     | 1           | 3           |             |
| 4    | Ágnes Mutina            | Ungheria      | 4:06.55     | 3           | 4           |             |
| 5    | Grainne Murphy          | Irlanda       | 4:06.67     | 2           | 1           |             |
| 6    | Sharon Van Rouwendaal   | Paesi Bassi   | 4:07.91     | 3           | 5           |             |
| 7    | Joerdis Steinegger      | Austria       | 4:08.04     | 2           | 5           |             |
| 8    | Cecilie Johannessen     | Norvegia      | 4:09.37     | 3           | 6           |             |
| 9    | Rieneke Terink          | Paesi Bassi   | 4:09.51     | 4           | 5           |             |
| 10   | Nina Cesar              | Slovenia      | 4:09.53     | 3           | 3           |             |
| 11   | Chiara Masini Luccetti  | Italia        | 4:09.66     | 2           | 3           |             |
| 12   | Jessica Thielmann       | Regno Unito   | 4:11.06     | 3           | 2           |             |
| 12   | Tjaša Oder              | Slovenia      | 4:11.06     | 3           | 7           |             |
| 14   | Kira Volodina           | Russia        | 4:11.95     | 4           | 3           |             |
| 15   | Alexandra Veselova      | Russia        | 4:12.18     | 4           | 2           |             |
| 16   | Valeriya Podlesna       | Ucraina       | 4:13.07     | 4           | 6           |             |
| 17   | Claudia Dasca Romeu     | Spagna        | 4:14.26     | 4           | 1           |             |
| 18   | Spela Bohinc            | Slovenia      | 4:14.37     | 4           | 7           |             |
| 19   | Swann Oberson           | Svizzera      | 4:15.31     | 3           | 1           |             |
| 20   | Julia Hassler           | Liechtenstein | 4:17.00     | 4           | 8           |             |
| 21   | Danielle Carmen Villars | Svizzera      | 4:17.44     | 2           | 7           |             |
| 22   | Tamara Miler            | Slovenia      | 4:18.00     | 1           | 4           |             |
| 23   | Amalie Emma Thomsen     | Danimarca     | 4:18.75     | 2           | 2           |             |
|      | Federica Pellegrini     | Italia        | ritirata    | ritirata    | ritirata    | ritirata    |
|      | Lara Grangeon           | Francia       | non partita | non partita | non partita | non partita |

## Finale
| Pos. | Atleta                | Nazionalità | Tempo   | Corsia | Note |
| ---- | --------------------- | ----------- | ------- | ------ | ---- |
|      | Ágnes Mutina          | Ungheria    | 4:01.25 | 6      |      |
|      | Melanie Costa Schmid  | Spagna      | 4:02.26 | 4      |      |
|      | Grainne Murphy        | Irlanda     | 4:02.86 | 2      |      |
| 4    | Boglárka Kapás        | Ungheria    | 4:03.42 | 5      |      |
| 5    | Melanie Nocher        | Irlanda     | 4:03.97 | 3      |      |
| 6    | Sharon Van Rouwendaal | Paesi Bassi | 4:05.30 | 7      |      |
| 7    | Joerdis Steinegger    | Austria     | 4:07.46 | 1      |      |
| 8    | Cecilie Johannessen   | Norvegia    | 4:13.09 | 8      |      |